# درخت چوب‌پنبه
فلدندرن (نام علمی: Phellodendron) نام یک سرده از تیره سدابیان است.